# Étoile Civique
La Étoile Civique (Stella Civica) è un riconoscimento dall'Académie française, al fine di premiare il coraggio nella dedizione al lavoro, verso le persone, oltre che azioni e comportamenti onorevoli.

## Storia
Creato nel 1930, chiamato Mérite Civique (Merito Civico), venne rinominato in Étoile Civique.
L'onorificenza premia coloro che contribuiscono all'arricchimento della comunità, al miglioramento della vita sociale, al progresso dell'Umanità, e in particolare verso coloro le cui vite sono spese in duro lavoro, nell'abnegazione, nel sacrificio, impegno estremo che rimarrebbe confinato nell'anonimato, se non giungesse questo premio a gratificarlo. L' Étoile Civique ha tre obiettivi principali:
- Migliorare la vita degli individui, indipendentemente dalla loro età, nazionalità, colore, condizione sociale, tenendo conto dei loro interessi morali e materiali, come parte della famiglia umana
- Difesa dei diritti umani, il rispetto dei doveri dei cittadini, con riferimento esplicito alla Dichiarazione universale dei diritti umani che li definisce;
- Onorare il prestigio nazionale francese[7].

## Classi e insegne
Questa onorificenza ha quattro livelli: bronzo, argento, oro e argento dorato.
La medaglia contiene sul fronte questa citazione:  «Honorer les vertus civiques - Servir le prestige national». Sul retro, è invece scritto: «l'Étoile Civique en reconnaissance à ... Promotion ...»